# Chaetophthalmus occlusus
Chaetophthalmus occlusus là một loài ruồi trong họ Tachinidae.